# 苏海珍
苏海珍（1973年7月—），女，京族，广西东兴人，中华人民共和国政治人物。现任防城港市东兴京族生态博物馆馆长。第十四届全国政协委员。